# Actinocladium rhodosporum
Actinocladium rhodosporum är en svampart som beskrevs av Ehrenb. 1819. Actinocladium rhodosporum ingår i släktet Actinocladium, divisionen sporsäcksvampar och riket svampar.   Inga underarter finns listade i Catalogue of Life.